# Today (chanson des Smashing Pumpkins)
Pour les articles homonymes, voir Today.
Singles de The Smashing Pumpkins
Cherub Rock
(1993) Disarm
(1994)
Today est un single du groupe rock américain The Smashing Pumpkins, extrait de leur deuxième album Siamese Dream, paru en 1993.

## Liste des titres
Version originale
1. Today – 3:22
2. Hello Kitty Kat – 4:32
3. Obscured – 5:20

Bonus import japonais
1. Apathy's Last Kiss – 2:42
2. French Movie Theme – 3:49